# Disastro del Douglas DC-3 di KLM a Copenaghen del 1947
Il disastro del Douglas DC-3 di KLM a Copenhagen del 1947 fu lo schianto di un volo della KLM Royal Dutch Airlines da Amsterdam a Stoccolma con scalo a Copenaghen il 26 gennaio. Avvenne poco dopo il decollo del Douglas DC-3 operante il volo poco dopo il decollo dall'aeroporto di Kastrup in Danimarca. Tutti i 22 occupanti tra passeggeri e membri d'equipaggio a bordo morirono.
Tra le vittime dell'incidente vi erano il principe Gustavo Adolfo di Svezia (al momento della sua morte, secondo in linea di successione al trono svedese), la cantante lirica statunitense Grace Moore e l'attrice danese Gerda Neumann. Il principe Gustavo Adolfo era il padre dell'attuale re di Svezia Carlo XVI Gustavo. Il corpo della Moore fu prima trasportato in aereo a Parigi su un altro aereo della KLM, e poi a Chattanooga, nel Tennessee, dove fu sepolta nel cimitero di Forest Hills, durante una cerimonia a cui parteciparono circa ottomila persone.
La probabile causa dell'incidente era da ricercarsi nella mancata rimozione dei blocchi di sicurezza che avevano assicurato gli equilibratori dell'aereo mentre era parcheggiato. Fu il peggior disastro aereo in Danimarca al momento dell'incidente.